# Sainte-Catherine (métro de Bruxelles)
Pour les articles homonymes, voir Sainte-Catherine.
Sainte-Catherine (en néerlandais : Sint-Katelijne) est une station des lignes 1 et 5 du métro de Bruxelles située à Bruxelles, sur la commune de Bruxelles-ville.

## Situation
La station de métro se situe sous la place entre le quai aux Briques à l'ouest et le quai au Bois à brûler à l'est et porte le nom de la place Sainte-Catherine voisine. Elle est sous-titrée Rue Antoine Dansaert (en néerlandais : Antoine Dansaertstraat) sur la signalétique.
Elle est située entre les stations Comte de Flandre et De Brouckère sur les lignes 1 et 5.

## Histoire
Station mise en service le 13 avril 1977.

## Service aux voyageurs

### Accès
La station compte six accès :
- Accès no 1 : côté quai aux Briques, au centre (avec un ascenseur à proximité) ;
- Accès no 2 : côté quai au Bois à brûler, au sud ;
- Accès no 3 : côté quai aux Briques, au sud (accompagné d'un escalator) ;
- Accès no 4 : côté quai au Bois à brûler, au centre (avec un ascenseur à proximité) ;
- Accès no 5 : côté quai aux Briques, au nord (avec un ascenseur à proximité) ;
- Accès no 6 : côté quai au Bois à brûler, au nord.

La décoration de la station a été entièrement refaite en 2006. Les murs des quais sont maintenant décorés de céramiques présentant des tulipes.

### Quais
La station est de conception classique avec deux voies encadrées par deux quais latéraux. 

### Intermodalité
La station n'est pas desservie par d'autres lignes de bus ou de tramway.

## À proximité
- Place Sainte-Catherine, connue pour ses restaurants spécialisés dans le poisson.